# Inclusion International
Inclusion Internacional es una red internacional de organizaciones que defienden los derechos humanos de las personas con discapacidad intelectual y sus familias en todo el mundo. La organización tiene más de 50 años de existencia y representa a 200 entidades miembro repartidas en 115 países desde África, Oriente Medio, las Américas, Europa y Asia.
La organización cuenta con cuatro principios fundamentales que afectan a la vida de las personas con discapacidad intelectual y sus familias: la inclusión de estas personas en todos los aspectos de la sociedad cotidiana; garantizar su plena ciudadanía respetando las responsabilidades individuales de los derechos humanos; promover la libre determinación, con el fin de tener control sobre las decisiones que afectan a la propia vida; y, el apoyo familiar mediante servicios y redes de apoyo a las familias con miembros con discapacidad.
Previamente, fue conocida como International League of Societies for Persons with Mental Handicap o por sus sílabas ILSMH. Se calcula que representa a 60 millones de personas en todo el mundo. Durante varios años, la organización enfocó su trabajo al establecimiento de redes, difusión de información e incidencia política. Últimamente, también ha publicado numerosos documentos en varios idiomas como el inglés, francés, alemán, castellano, portugués y árabe. Además coopera con organizaciones especialistas para dar su visión y para desarrollar programas y estrategias en el campo de la discapacidad intelectual. Ha realizado contribuciones en aspectos éticos, en tecnología científica y en cuanto al enfoque de derechos humanos de la Declaración Universal sobre el Genoma Humano y los Derechos Humanos.
Como organización paraguas, algunas de las entidades que engloba son Inclusion Europe, AKIM Israel o Inclusion Australia, entre otras muchas.
También es la promotora de Empower Us, una iniciativa para promover la autorrepresentación o la autogestión de las personas con discapacidad intelectual a nivel internacional.